# Ralf Sträßer
Ralf Sträßer (20 de junio de 1958) es un futbolista retirado y entrenador alemán.

## Carrera como futbolista
Empezó a jugar al fútbol a la edad de ocho años en el BSG Post Berlin y dos años más tarde en la sección juvenil del BFC Dynamo. Con el segundo equipo de dicho club debutó en la DDR Liga, de donde dio el salto a la DDR-Oberliga. Su primer partido fue en la temporada 1996-97 contra el FC Vorwärts Frankfurt/Oder. Con el Dynamo ganó seis campeonatos de liga seguidos, donde marcó 39 goles en 144 partidos, además de jugar 19 encuentros de la Copa de Europa. El 2 de marzo de 1982 debutó con la selección de fútbol de Alemania Democrática en un partido contra la selección de fútbol de Irak. Dos años antes ya había sido subcampeón con la selección de fútbol de Alemania Democrática sub-21 en la Eurocopa Sub-21 de 1980.
En la temporada 1983-1984 se fue a jugar al 1. Fußballclub Union Berlin. A pesar de proceder de uno de los mayores rivales del club pronto se convirtió en uno de los favoritos de la afición; anotó veinte goles en la Oberliga y fue elegido «Unioner» del año. En la siguiente temporada el 1. Fußballclub Union Berlin se convirtió en el equipo revelación y alcanzó la final de la Copa de fútbol de la RDA, aunque la perdió ante el Lokomotive Leipzig. Con sus catorce goles Sträßer fue el máximo goleador de la DDR-Oberliga y fue convocado tres veces con la selección nacional.
En la siguiente temporada abandonó el equipo precipitadamente por motivos que nunca se aclararon y empezó a jugar en el FC Carl Zeiss Jena. Como ese cambio de equipo no fue autorizado por el estado tuvo que cumplir una sanción. Con el Union Berlin disputó 97 partidos y anotó 51 goles. Sin embargo no volvió a ser convocado por la selección de fútbol. Volvió a perder una final de copa contra su antiguo equipo, aunque el FC Carl Zeiss Jena se clasificó para disputar la Recopa de Europa. En los dos años que jugó en el Jena disputó 55 partidos y marcó 20 goles, diez de ellos en la Oberliga.
Hasta la caída del Muro de Berlín jugó en el SV Schott Jena y después se fue a Baviera, donde jugó en equipos de menos categoría como el 1. FC Schweinfurt 05 o el TSV Vestenbergsgreuth. Acabó entrenando al último equipo en el que jugó, el ASV Ippesheim.

## Carrera como entrenador
Después de entrenar al ASV Ippesheim volvió al TSV Vestenbergsgreuth de la Kreisliga en la temporada 2008-2009. Después de no conseguir el ascenso y de no empezar bien la siguiente temporada abandonó el cargo en agosto de 2009. Dos meses más tarde se hizo cargo del RSV Sugenheim, también de la Kreisliga. Cuando acabó su contrato en la temporada 2010-11 no fue renovado. Durante el parón invernal de la temporada 2011-2012 se hizo cargo del TSV Markt Bibart.

## Éxitos
- 6 veces campeón de la DDR-Oberliga con el Dynamo (1979, 1980, 1981, 1982, 1983 y 1984).
- 5 veces finalista de la Copa de la RDA, tres con el Dynamo (1979, 1982 y 1984), una con el 1. FC Union Berlin (1986) y otra con el FC Carl Zeiss Jena (1988).
- Máximo goleador de la DDR-Oberliga (1986).